# ジョン・ロバート・カズンズ
ジョン・ロバート・カズンズ（John Robert Cozens、1752年 - 1797年12月14日）はイギリスの画家である。ロマンチックな雰囲気の水彩画を描いたことで知られる。

## 略歴
ロンドンで生まれた。父親はロシアのサンクトペテルブルクの生まれで、ローマなどで絵を学び、水彩画家、美術教師になったアレキサンダー・カズンズ(Alexander Cozens: 1717–1786)で、母方の祖父、ジョン・パイン(1690-1756)も有名な画家である。父親から絵を学び、15歳になった1767年にはロイヤル・アカデミー・オブ・アーツの母体となる美術家グループ「Society of Artists」の展覧会に出展した。1776年にはロイヤル・アカデミーの展覧会に油絵の大作も出展した 。
1776年からスイス、イタリアを旅し、アルプスやローマの風景を描いた多くの水彩画を制作した。1779年に帰国したが、1782年から再び名門の子弟で紀行家となったウィリアム・トマス・ベックフォード(1760-1844)の「グランドツアー」に同行し、ナポリへ旅し、ナポリでは1年ほど滞在した。
42歳になった時、精神に異常をきたし、ロンドンのベスレム王立精神病院に入院した。美術愛好家でもあったトーマス・モンロー(Thomas Monro: 1759–1833)の治療を受けるが3年後に45歳で狂気のうちに亡くなった。
ロマンチックな雰囲気の風景画は高く評価され、トーマス・ガーティン(1775-1802)やウィリアム・ターナー(1775-1851)といった画家に影響を与えた。

## 作品

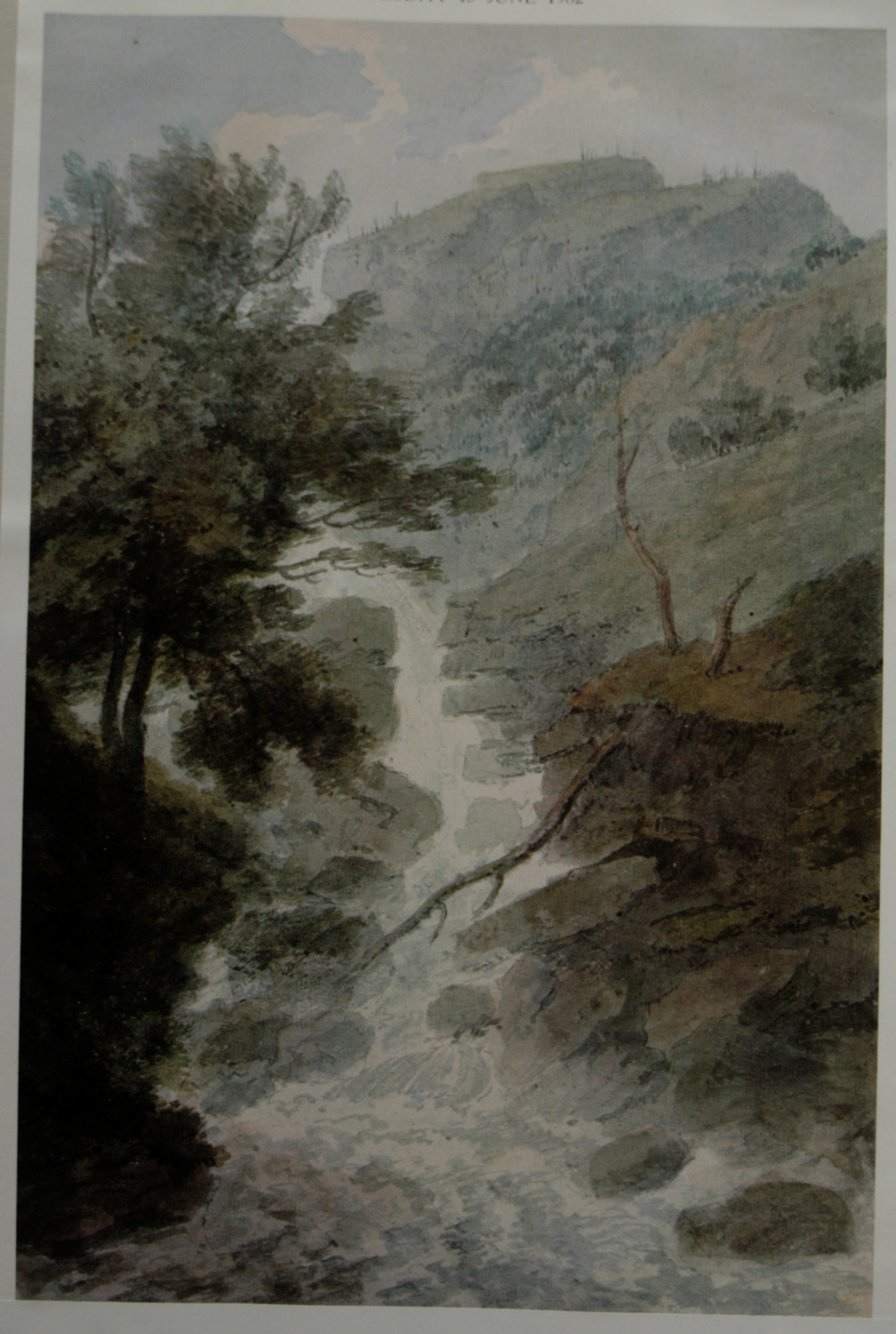
Reichenbachの滝
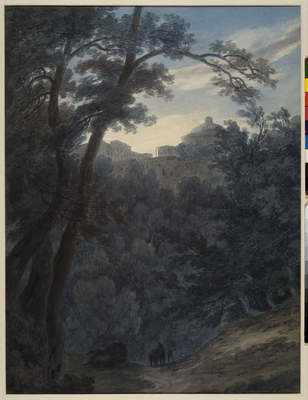
アリッチャの風景
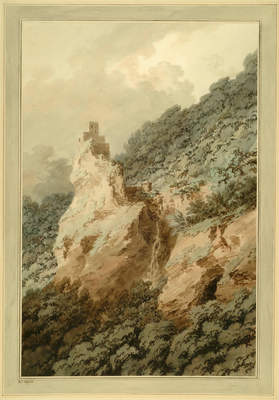
チロルのHadernberg城
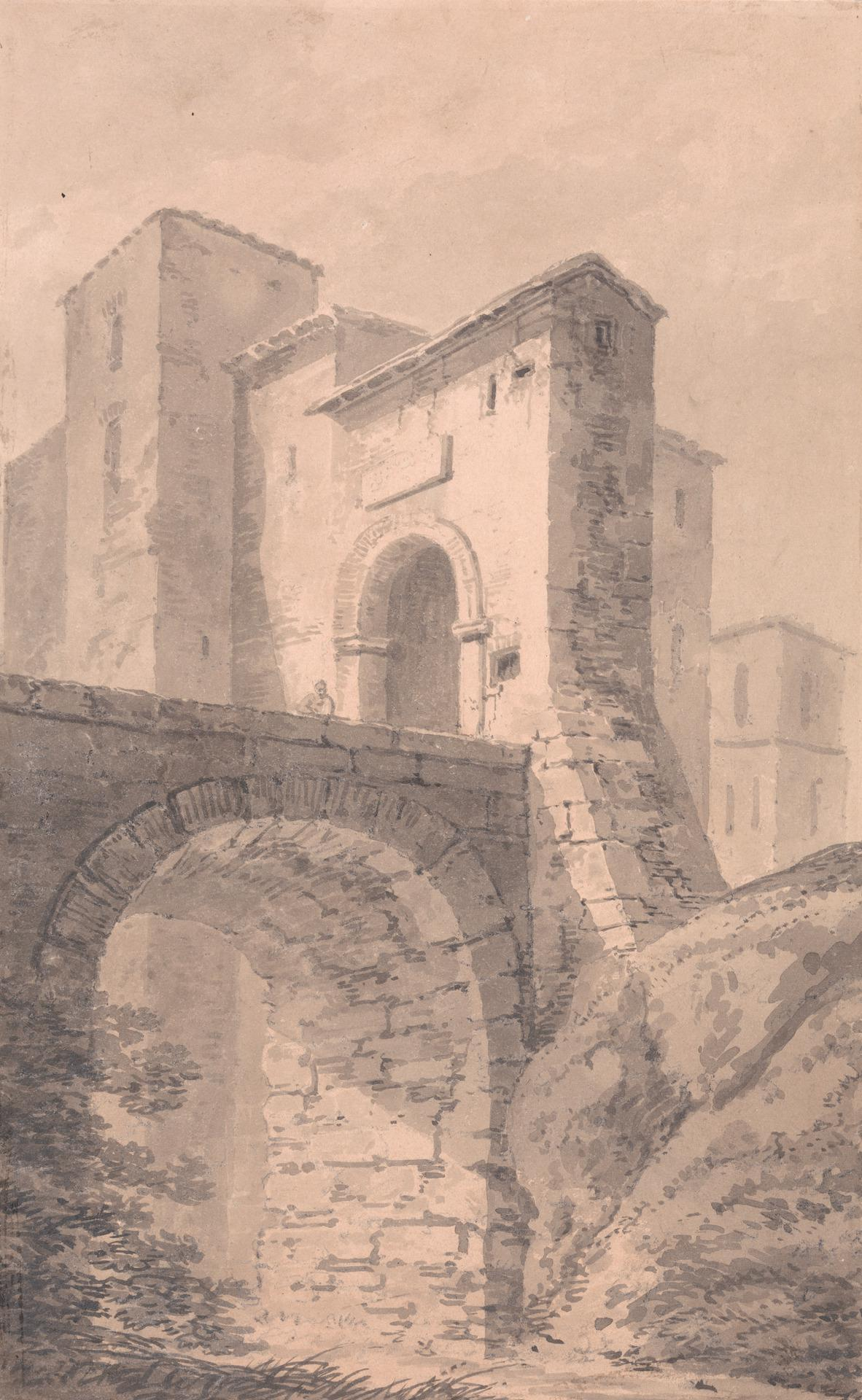

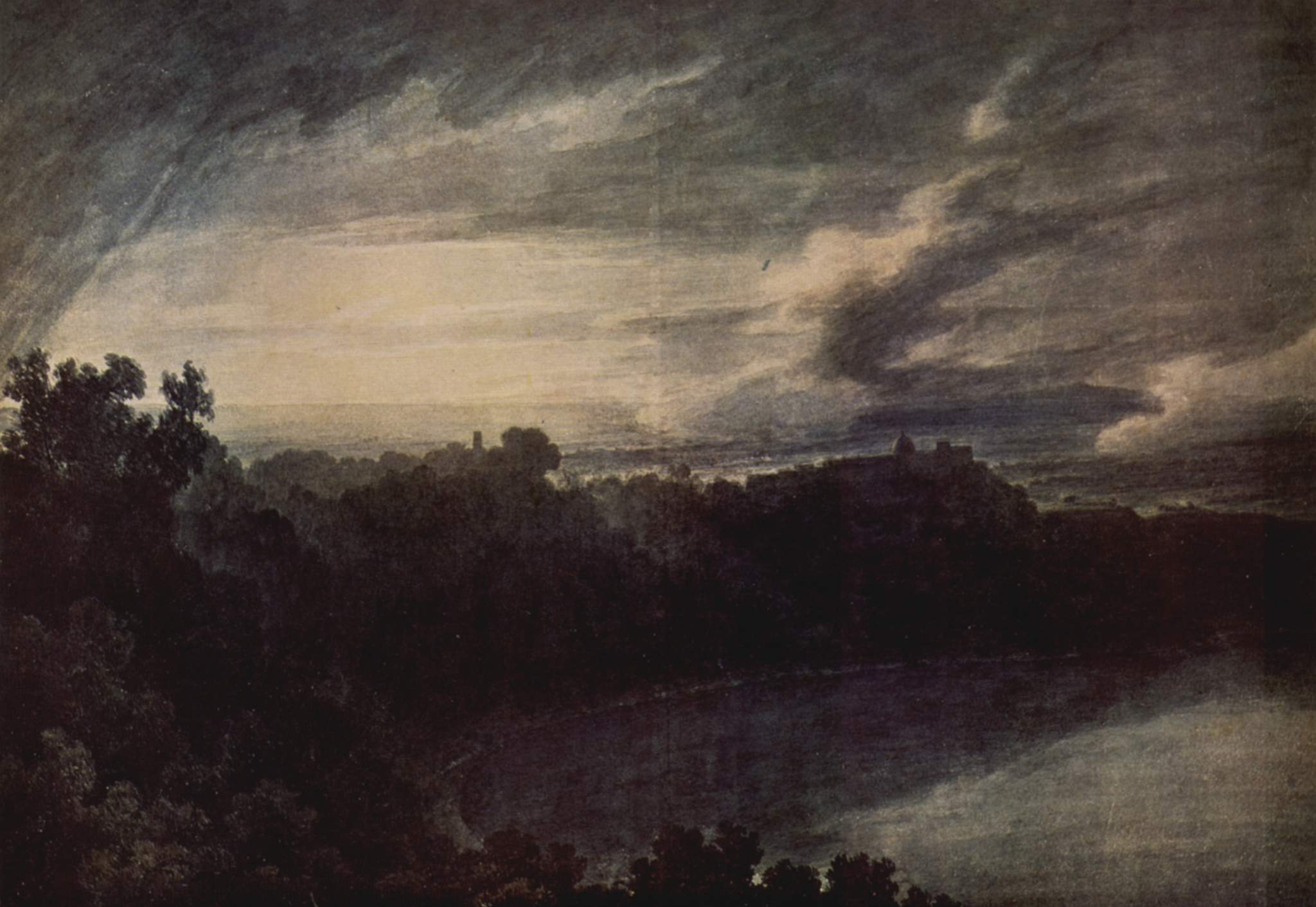
カステル・ガンドルフォ、1777
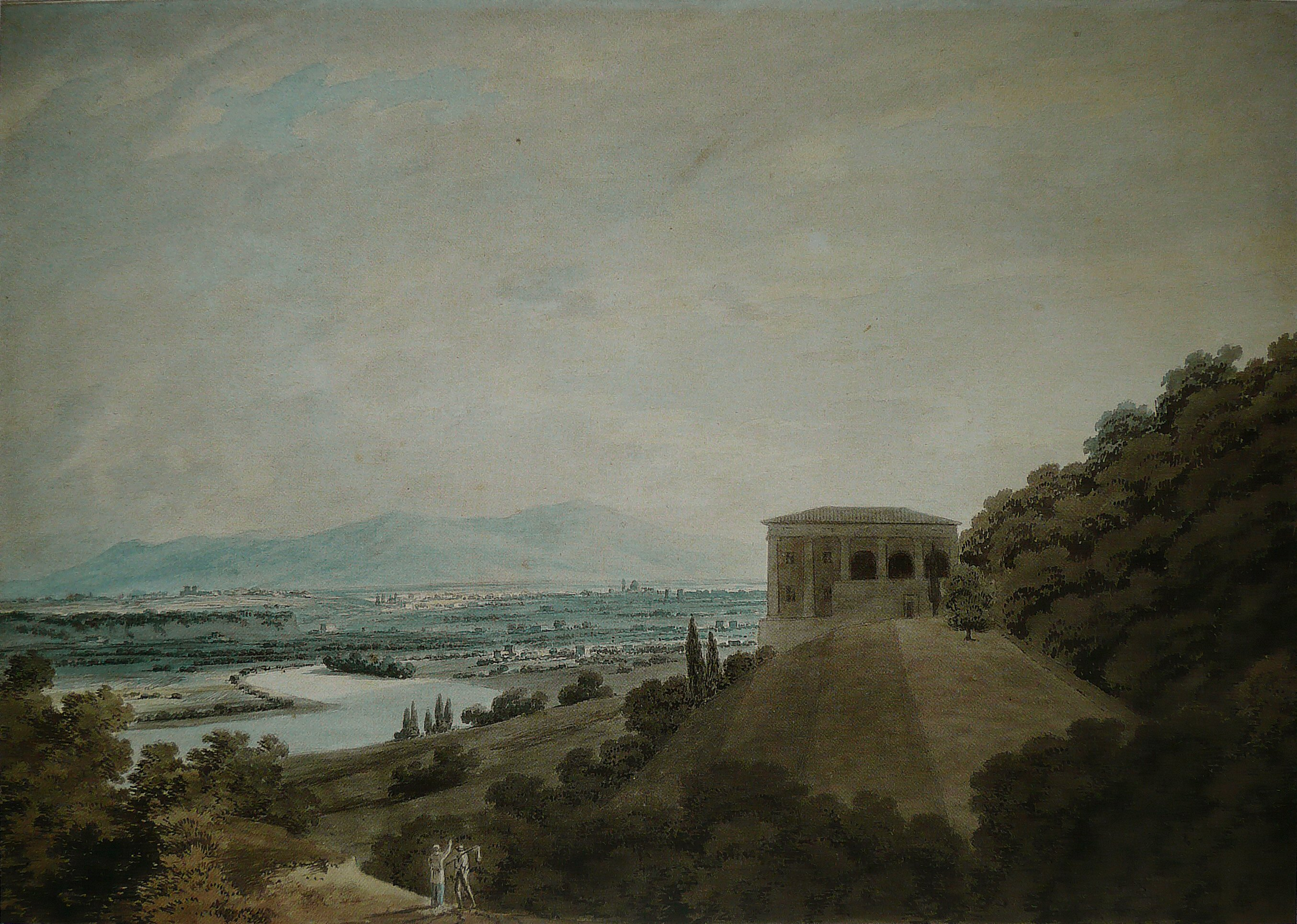
Villa Madama
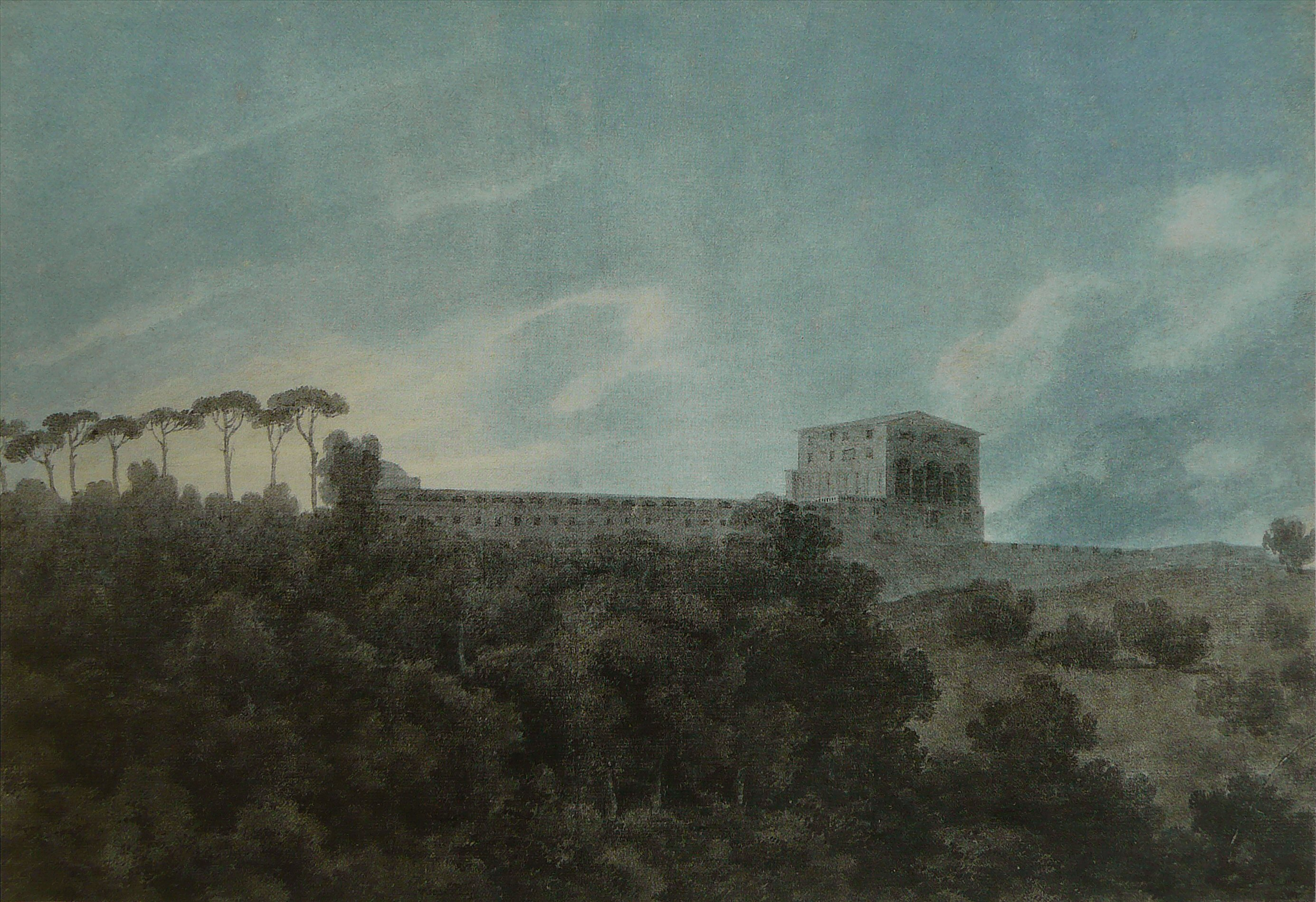
Villa Lante